# Арли (Монтана)
Арли (енгл. Arlee) насељено је место без административног статуса у америчкој савезној држави Монтана.

## Демографија
По попису из 2010. године број становника је 636, што је 34 (5,6%) становника више него 2000. године.
| Група             | 2000.       | 2010.       |
| Белци             | 270 (44,9%) | 275 (43,2%) |
| Афроамериканци    | 0 (0,0%)    | 0 (0,0%)    |
| Азијати           | 0 (0,0%)    | 8 (1,3%)    |
| Хиспаноамериканци | 31 (5,1%)   | 39 (6,1%)   |
| Укупно            | 602         | 636         |